# Sydamerikanska mästerskapet i basket 1938
Sydamerikanska mästerskapet i basket 1938 spelades i Lima, Peru och vanns av Peru. 5 lag deltog, bland dem debuterande Ecuador.

## Slutställning
1. Peru
2. Argentina
3. Uruguay
4. Brasilien
5. Ecuador

## Resultat
Alla möttes en gång, och totalt spelade alla lag fyra matcher.
| Placering | Lag       | Poäng | Vinst | Förlust | Gjorda poäng | Insläppta poäng | Poängskillnad |
| --------- | --------- | ----- | ----- | ------- | ------------ | --------------- | ------------- |
| 1         | Peru      | 8     | 4     | 0       | 203          | 167             | +36           |
| 2         | Argentina | 7     | 3     | 1       | 218          | 180             | +38           |
| 3         | Uruguay   | 6     | 2     | 2       | 160          | 139             | +21           |
| 4         | Brasilien | 5     | 1     | 3       | 174          | 195             | -21           |
| 5         | Ecuador   | 4     | 0     | 4       | 132          | 206             | -74           |

| Peru      | 61 - 55 | Argentina |
| Peru      | 42 - 36 | Uruguay   |
| Peru      | 50 - 47 | Brasilien |
| Peru      | 50 - 29 | Ecuador   |
| Argentina | 46 - 39 | Uruguay   |
| Argentina | 60 - 38 | Brasilien |
| Argentina | 57 - 42 | Ecuador   |
| Uruguay   | 45 - 30 | Brasilien |
| Uruguay   | 40 - 21 | Ecuador   |
| Brasilien | 59 - 40 | Ecuador   |